# Grazac (Haute-Garonne)
Grazac (okzitanisch: Grasac) ist eine französische Gemeinde mit 792 Einwohnern (Stand: 1. Januar 2022) im Département Haute-Garonne in der Region Okzitanien (vor 2016 Midi-Pyrénées). Sie gehört zum Arrondissement Muret und zum Kanton Auterive. Die Bewohner werden Grazacais und Grazacaises genannt.

## Geographie
Die Gemeinde Grazac liegt etwa 35 Kilometer südsüdöstlich von Toulouse am Rand der Landschaft Lauragais. Das Gemeindegebiet wird vom Fluss Mouillonne durchquert. Umgeben wird Grazac von den Nachbargemeinden Mauressac im Nordwesten und Norden, Auterive im Nordosten, Caujac im Osten und Süden sowie Esperce im Südwesten und Westen.

## Bevölkerungsentwicklung
| Jahr                       | 1962 | 1968 | 1975 | 1982 | 1990 | 1999 | 2006 | 2013 | 2020 |
| Einwohner                  | 163  | 125  | 135  | 210  | 366  | 442  | 496  | 535  | 743  |
| Quellen: Cassini und INSEE |      |      |      |      |      |      |      |      |      |

## Sehenswürdigkeiten
- Kirche Notre-Dame